# 岡本久暢
岡本 久暢（おかもと ひさのぶ）は、江戸時代の旗本。

## 略歴
江戸城奥右筆組頭岡本久包の嫡男として生まれる。
享保20年（1735年）12月11日に徳川吉宗に初めて謁見し、延享3年（1746年）11月3日、父久包の死に伴い家督を継ぎ、小普請となる。この時、まだ幼かった妹を引き取り、やがて横尾家に嫁がせている。
子に恵まれなかった久暢は、叔母（父久包の妹。児玉氏室）の子を養子に迎えて久忠と名乗らせた。
宝暦3年（1753年）1月22日没。享年33。